# Milchhäuschen (Königswinter)

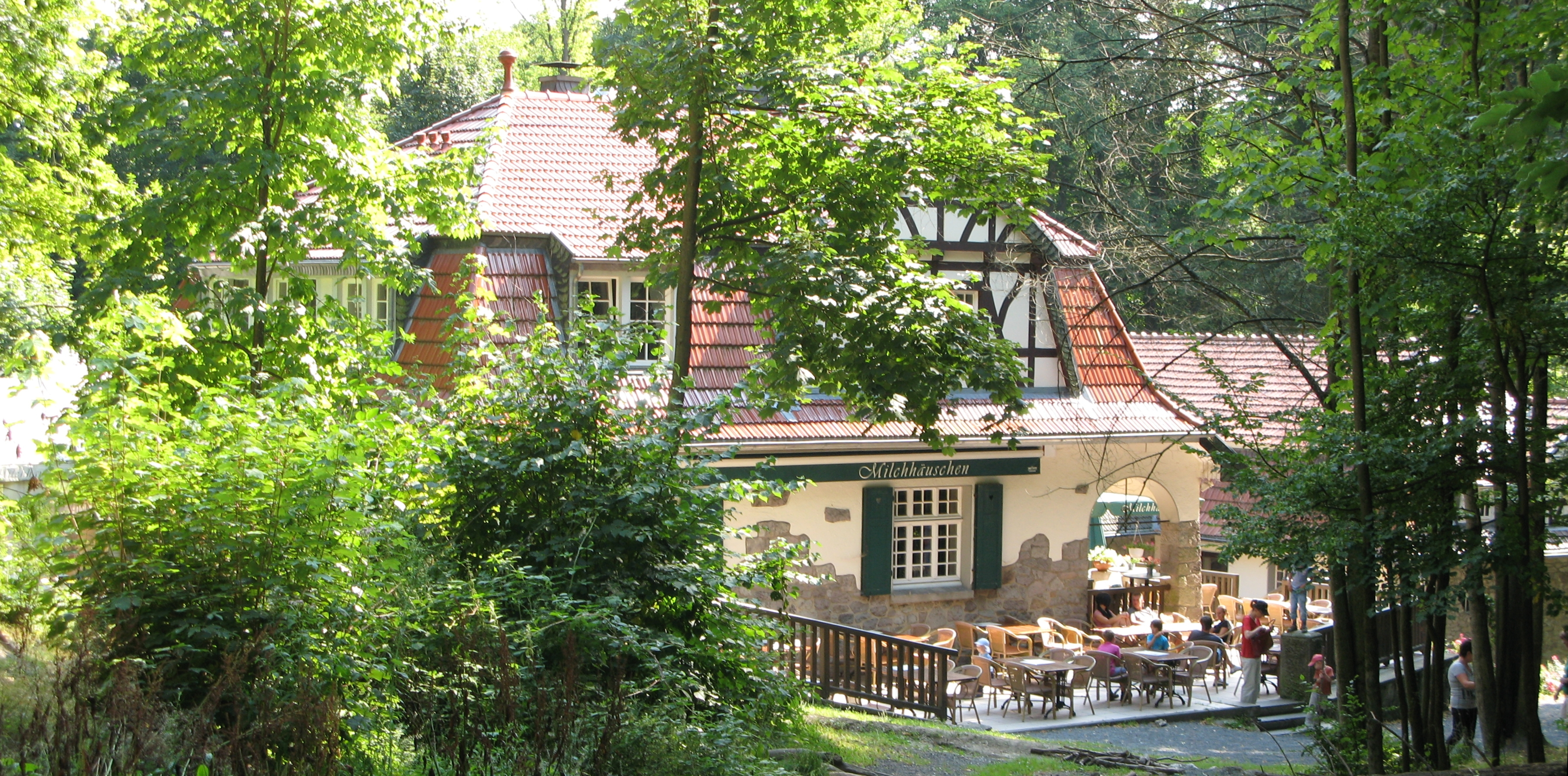
Milchhäuschen (2013)

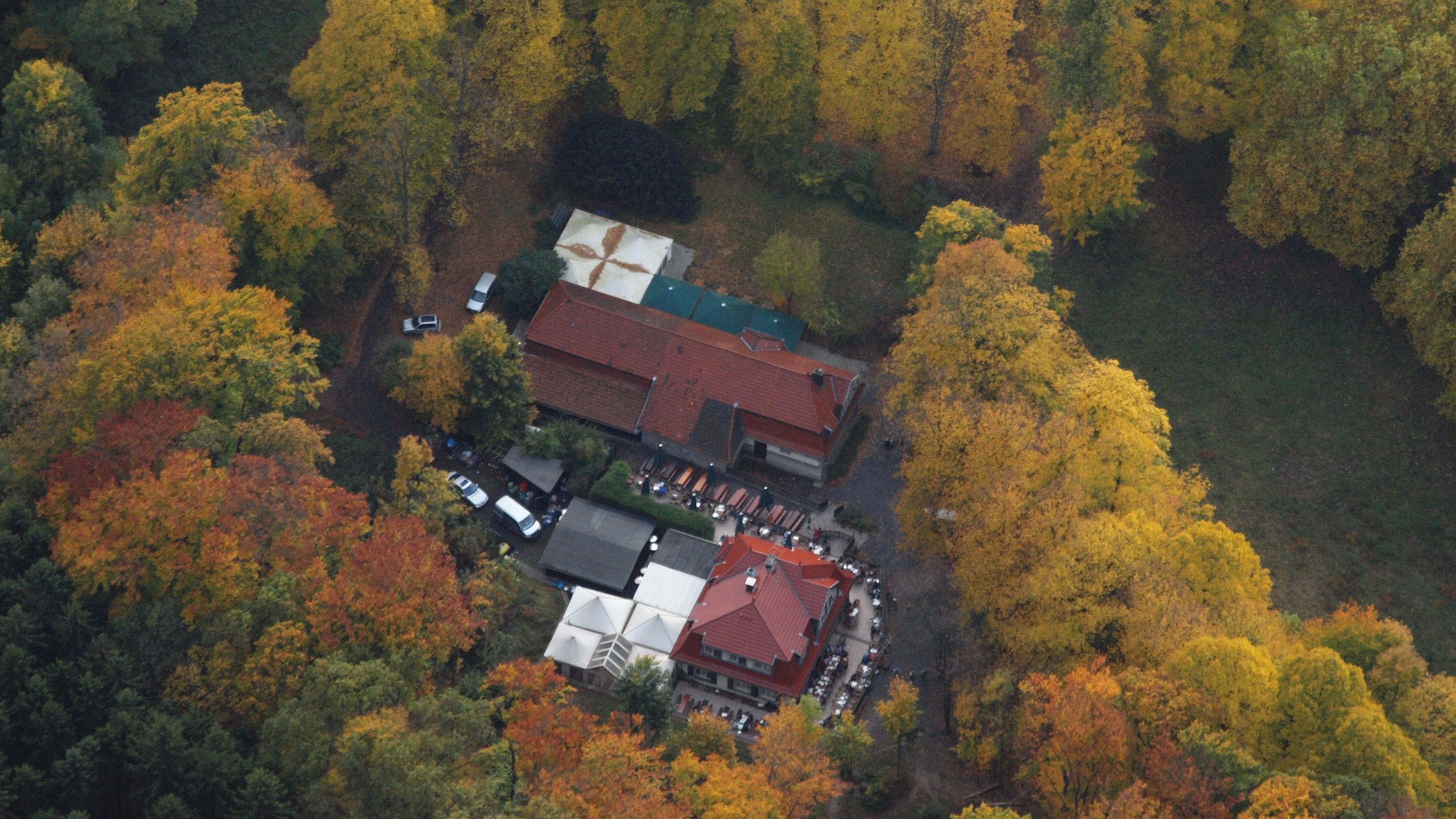
Luftaufnahme des Milchhäuschens (2012)

Das Milchhäuschen in Königswinter, einer Stadt im nordrhein-westfälischen Rhein-Sieg-Kreis, ist ein Ausflugslokal im Siebengebirge. Es gilt als denkmalwert.

## Lage
Das Milchhäuschen liegt am Elsigerfeld inmitten des Naturparks und Naturschutzgebiets Siebengebirge, nordöstlich der Wolkenburg und nordwestlich des Schallenbergs auf knapp 240 m ü. NHN.

## Geschichte
Das Milchhäuschen geht auf das 1826 erstmals erwähnte Gut Elsigerfeld zurück, das 1862 nach dem Erwerb durch Ferdinand Hoffmann betrieblich mit dem nahegelegenen Burghof verbunden wurde. Ende des 19. Jahrhunderts ging es in den Besitz von Ferdinand Mülhens über, der von 1905 bis 1908 zwei Fahrstraßen vom Wintermühlenhof zum Elsigerfeld errichten ließ. 1885 verzeichnete der Wohnplatz Elsigerfeld zwei Einwohner in einem Wohngebäude.
Das Milchhäuschen auf dem Elsigerfeld als Ausflugslokal entstand 1912 nach einem Entwurf des Honnefer Architekten Ottomar Stein im Heimatschutzstil. Unter seinem heutigen Namen erschien es erstmals in den 1920er-Jahren. In den 1940er-Jahren wurden auch Fremdenzimmer angeboten. Die Land- und Viehwirtschaft am Elsigerfeld endete Mitte der 1980er-Jahre. 2003 erfolgte eine umfassende Sanierung des Milchhäuschens.
Vor dem Ersten Weltkrieg entstanden im Deutschen Reich zahlreiche dieser Milchhäuschen in unterschiedlichen Baustilen. Ziel war es, den Absatz der Milchbauern zu steigern. Daher ist in der Eilenriede in Hannover noch eine solche Einkehr in Betrieb.

## Architektur
Das Gebäude des auch als Wohnhaus dienenden Ausflugslokals von 1912 ist ein eingeschossiger Putzbau auf einem Terrassensockel. Das Erdgeschoss wird von einem Kreuzgratgewölbe überspannt, das die Gaststube aufnimmt und auch einen Kachelofen umfasst. Zum Milchhäuschen gehört auch ein langgestrecktes Remisengebäude aus dem Jahre 1907, dem ein gemauerter Brunnen vorgelagert ist. Die Gesamtanlage wird durch alleeartig gestaltete Wege eingefasst.

„1912 errichtet, ist auch dieser Bau von der Heimatschutzbewegung der Jahrhundertwende geprägt, die sich die materialgerechte regionale Bauweise zum ästhetischen Ziel gesetzt hatte und Einfachheit und Sachlichkeit zum Prinzip erhob, in Ablehnung der historistischen Stilausprägungen der Gründerzeit.“